# Cirphis
Cirphis là một chi bướm đêm thuộc họ Noctuidae.